# سسک درختزار لورا
سسک درختزار لورا (نام علمی: Phylloscopus laurae) گونه‌ای از سسکان جهان قدیم از تیرهٔ سسکان برگی (Phylloscopidae) است که در آنگولا، جمهوری دموکراتیک کنگو، تانزانیا و زامبیا یافت می‌شود.
زیستگاه طبیعی آن جنگل‌های خشک نیمه‌گرمسیری یا گرمسیری و باتلاق‌های نیمه‌گرمسیری یا گرمسیری است.